# محمد البريكي (لاعب كرة قدم)
محمد البريكي (10 يوليو 1980 بالكويت - ) هو لاعب كرة قدم كويتي سابق، كان يلعب في مركز الوسط. شارك مع منتخب الكويت لكرة القدم.

## وصلات خارجية
- محمد البريكي على موقع عالم كرة القدم.نت (الإنجليزية)